# Mazor Bahajna
Mazor Bahajna (hebr. מזור בהיינה, ur. 12 września 1973 w Etiopii) – izraelski polityk, kes (rabin etiopskich Żydów, Felaszów), członek ortodoksyjnej partii religijnej Szas.
Urodził się w Etiopii. Wraz z rodziną przekroczył sudańską granicę, niedaleko której przez półtora roku mieszkał w obozie dla uchodźców. Po przybyciu do Izraela zamieszkał w Or Akiwa, później przeniósł się do Kirjat Gat. Uczył się w kilku jesziwach i został rabinem. Po przeprowadzce do Beer Szewy, pracował na rzecz wsparcia imigrantów przybywających z Etiopii. Nieco później został naczelnym rabinem wspólnoty Żydów etiopskich w Beer Szewie, liczącej ok. 10 tys. osób, jak również członkiem lokalnej rady. Wszedł w skład Knesetu w kwietniu 2008 r. tuż po tym, jak inny deputowany z tego ugrupowania, Szelomo Benizri, został oskarżony o łapówkarstwo. Podczas wyborów parlamentarnych w Izraelu w 2006 roku Bahaina był 13. na partyjnej liście wyborczej.
W 2009 nie dostał się do Knesetu.